# Холт, Дэвид (американский актёр)
Эта статья — об американском киноактёре. Об английском актёре озвучивания см. Холт, Дэвид (актёр озвучивания).
Дэ́вид Холт (англ. David Holt; 14 августа 1927, Джексонвилл, Флорида — 15 ноября 2003, Сан-Хуан-Капистрано, Калифорния) — американский киноактёр, начавший сниматься в возрасте шести лет. Менее известен как музыкант, сочинитель песен и певец.

## Биография
Дэвид Джек Холт родился 14 августа 1927 года в городе Джэксонвилл (штат Флорида, США). Сестра — Бетти (1931—2008), тоже пробовала себя на поприще актрисы-ребёнка, но успехов в этом не добилась; брат — Рики (1938—2015), имел единственную роль в кино: сыграл младенца (сына Мелани Гамильтон) в картине «Унесённые ветром» (1939). Холт был однофамильцем других киноактёров и киноактрисы того же времени с такой же фамилией: Джека (1888—1951), Тима (1919—1973) и Дженнифер (1920—1997).
Когда Дэвид был ещё совсем маленьким, его танцевальное мастерство заметил известный ковбой и актёр Уилл Роджерс. Он, наполовину в шутку, сказал матери мальчика, что, если они случайно окажутся в Голливуде, пусть найдут его и он поможет Дэвиду сняться в кино. После этого отец мальчика уволился с завода Ford, и вскоре семья прибыла в Калифорнию. Однако Роджерс не только не помог со съёмками, но даже отказался встречаться с ними. Чтобы содержать семью, отец Дэвида устроился разнорабочим, а мать стала регулярно возить сына на кинопробы и прослушивания (во время поездок на студии они иногда ездили в одном транспорте с Ширли Темпл). По началу Холта не брали на роль, но в 1933 году он состоялся его дебют, когда когда он сыграл эпизодические роли в фильме «Тарзан бесстрашный» (здесь он выступил дублёром для задействованной в фильме шимпанзе Чита) и киносериале «Пострелята».
В 1934 году 7-летний Холт получил свой актёрский прорыв, снявшись в мелодраме «You Belong to Me», которая сделала его звездой. После этого «Paramount Pictures» заключила с Холтом долгосрочный контракт и начала культивировать его в качестве «мужской версии Ширли Темпл». И хотя за следующие шесть лет Холт снялся в 20 фильмах, но ему так и не удалось приблизился к статусу суперзвезды, который был у Темпл. В конце 1934 года Холт начал сниматься в серьёзной большой роли — Дэвида Копперфильда в детстве в крупнобюджетной картине «Дэвид Копперфильд». Однако продюсер Дэвид Селзник скептически отнёсся к тому, как маленький американец играет мальчика-англичанина, поэтому через две недели Холт был заменён на тогдашнюю звезду британского кинематографа Фредди Бартоломью. Амплуа — «нарушитель спокойствия, источник проблем». За 22 года карьеры (1933—1955) Холт снялся в примерно 45 кинофильмах и в паре эпизодов разных телесериалов, но в основном во второстепенных и эпизодических ролях (а в 15 случаях и вовсе без указания в титрах). С началом кино-карьеры доход Холта-младшего всё больше и больше превышал доходы отца, в связи с чем обстановка внутри семьи стала психологически непростой. Испытывая большой стресс как на работе, так и дома, Холт переболел полиомиелитом; его родители развелись.
Окончательно оставив кинокарьеру в 28-летнем возрасте, Холт добился некоторого успеха как сочинитель песен и джаз-пианист. В начале 1960-х годов переключился на работу с недвижимостью, так как в Южной Калифорнии начался строительный бум.
Совместно с известным поэтом и музыкантом Сэмми Каном написал песню «Рождественский блюз», которая была включена в саундтрек к имевшему большой успех фильму «Секреты Лос-Анджелеса» (1997).
Дэвид Холт скончался 15 ноября 2003 года в городе Сан-Хуан-Капистрано (штат Калифорния) от сердечной недостаточности.
Личная жизнь
Дэвид Холт был женат, у него было четверо детей: Ламонт, Дженна, Хейли и Тина.

## Избранная фильмография

### Актёр
В титрах указан
- 1929 — Аплодисменты[англ.] / Applause — Джек Сингер
- 1935 — Большое радиовещание в 1936 году[англ.] / The Big Broadcast of 1936 — брат
- 1935 — Последний день Помпеи[англ.] / The Last Days of Pompeii — Флавий в детстве
- 1936 — Большое радиовещание в 1937 году[англ.] / The Big Broadcast of 1937 — проводник поезда
- 1938 — Приключения Тома Сойера / The Adventures of Tom Sawyer — Сид Сойер
- 1939 — Красавчик Жест[англ.] / Beau Geste — Август Брэндон в детстве
- 1942 — Гордость янки / The Pride of the Yankees — Билли в 17 лет
- 1945 — Мошенники[англ.] / The Cheaters — Регги Пиджен
- 1946 — Горячий груз[англ.] / Hot Cargo — Питер Чапмен
- 1946 — Храбрость Лесси / Courage of Lassie — Пит Меррик
- 1949 — Она должна была сказать «нет»![англ.] / She Shoulda Said No! — Боб Лестер
- 1950 — Одинокий рейнджер[англ.] / The Lone Ranger — Джонни Сирс (в эпизоде Never Say Die[англ.])
- 1950 — Второй шанс[англ.] / Second Chance — Джимми Дин
- 1952 — Театр «Четыре звезды»[англ.] / Four Star Playhouse — Чак Стерн (в эпизоде Welcome Home)

В титрах не указан
- 1933 — Тарзан бесстрашный[англ.] / Tarzan the Fearless — шимпанзе[12] (к/с)
- 1934 — Вставай и пой![англ.] / Stand Up and Cheer! — мальчик на прослушивании
- 1934 — Кошачья лапа[англ.] / The Cat's-Paw — Иезекииль Кобб в детстве[13]
- 1934 — Отныне и навек[англ.] / Now and Forever — гость на вечеринке у Пенни Дэй[14]
- 1941 — Запомни этот день[англ.] / Remember the Day — Питчер
- 1942 — Что готовим?[англ.] / What's Cookin'? — Херби
- 1943 — Человеческая комедия[англ.] / The Human Comedy — Хьюберт Экли-третий
- 1943 — Истребитель[англ.] / Destroyer — рыдающий моряк
- 1944 — Генри Олдрич, бойскаут[англ.] / Henry Aldrich, Boy Scout — Ирвин Барретт
- 1948 — Командное решение[англ.] / Command Decision — лейтенант Нельсон (озвучивание)
- 1949 — Поле битвы / Battleground — отставший солдат
- 1952 — Бесстрашный Фаган[англ.] / Fearless Fagan — солдат
- 1953 — Роман с незнакомцем[англ.] / Affair with a Stranger — режиссёр в студии звукозаписи

### Саундтреки
- 1956 — Пройти по тёмной улице / Walk the Dark Street — автор песни Walk the Dark Street
- 1997 — Секреты Лос-Анджелеса / L.A. Confidential — автор песни The Christmas Blues
- 2015 — Очень мюрреевское Рождество / A Very Murray Christmas — автор песни The Christmas Blues (т/ф)